# Hans Münch
Hans Wilhelm Münch, född 14 maj 1911 i Freiburg im Breisgau, död 6 december 2001, var en tysk läkare och SS-Untersturmführer. Från 1943 till 1945 var han lägerläkare i Auschwitz. Vid Auschwitzrättegången i Kraków 1947 var han den ende åtalade som frikändes.